# Герб Айзпутского края
Герб А́йзпутского края — официальный символ Айзпутского края, одного из краёв Латвии. Утверждён 5 ноября 2010 года.

## Описание и символика
В серебряном поле червлёная мурованная стена с башней и открытыми воротами с поднятой чёрной решеткой. Над башней три пятиугольные золотые звезды. Кайма щита золотая.
Герб края основан на гербе краевого центра — города Айзпуте, с добавлением золотой каймы по краю герба. Кайма в гербе края символизирует объединение в 2009 году пяти волостей и их населения в единое целое. Золотой цвет — это цвет солнца, символизирующий божественную силу, выносливость, мужество, трудолюбие и бессмертие.
Автор герба — художник Имантс Озолс (Imants Ozols).

## История
Герб Айзпутского края утверждён Геральдической комиссией 5 ноября 2010 года и торжественно вручён президентом Латвии представителям края 27 июня 2012 года на очередном «Празднике гербов самоуправлений». В тот же день утверждён Министерством культуры. 